# Глікозидний зв'язок
Глікозидний зв'язок, у хімії — певний вид хімічного зв'язку, що сполучає молекулу вуглеводу (цукру) із молекулою спирту, який може бути іншим вуглеводом. Особливо, глікозидний зв'язок формується між напівацетальною групою цукру (або молекули, похідної від цукру) і гідроксидною групою якогось спирту. Речовина, що містить глікозидний зв'язок, називається глікозидом.

## Типи глікозидного зв'язку
У природних глікозидах сполуку ROH, з якої вилучено вуглеводний залишок, часто називають агліконом, а сам залишок - "гліконом". Глікозидні зв'язки, описані вище, відомі як O-глікозидні зв'язки, в яких глікозидний киснень зв'язує глікозид з агліконом або зменшує кінцевий цукор. За аналогією також розглядаються S-глікозидні зв'язки (які утворюють тіоглікозиди), де кисень глікозидного зв'язку заміщений атомом сірки. Точно так само, N-глікозидні зв'язки, мають глікозидний зв'язок, в якому кисень заміщений азотом. Речовини, що містять N-глікозидні зв'язки, також відомі як глікозиламіни. С-глікозидні зв'язки мають глікозидний кисень, заміщений вуглецем; термін "С-глікозид" вважається недооціненим IUPAC і не рекомендується. Всі ці модифіковані глікозидні зв'язки мають різну чутливість до гідролізу, а у випадку C-глікозильних структур, вони, як правило, більш стійкі до гідролізу.

Глюкоза і етанол об'єднуються, формуючи Етил-глюкозид і воду.